# Riu Hvítá
Hvítá (català riu blanc) és un riu les fonts dels quals es troben al llac Hvítárvatn a la glacera en Langjökull a les muntanyes d'Islàndia. El riu flueix a 40 km abans de baixar en un estret congost a la cascada Gullfoss.

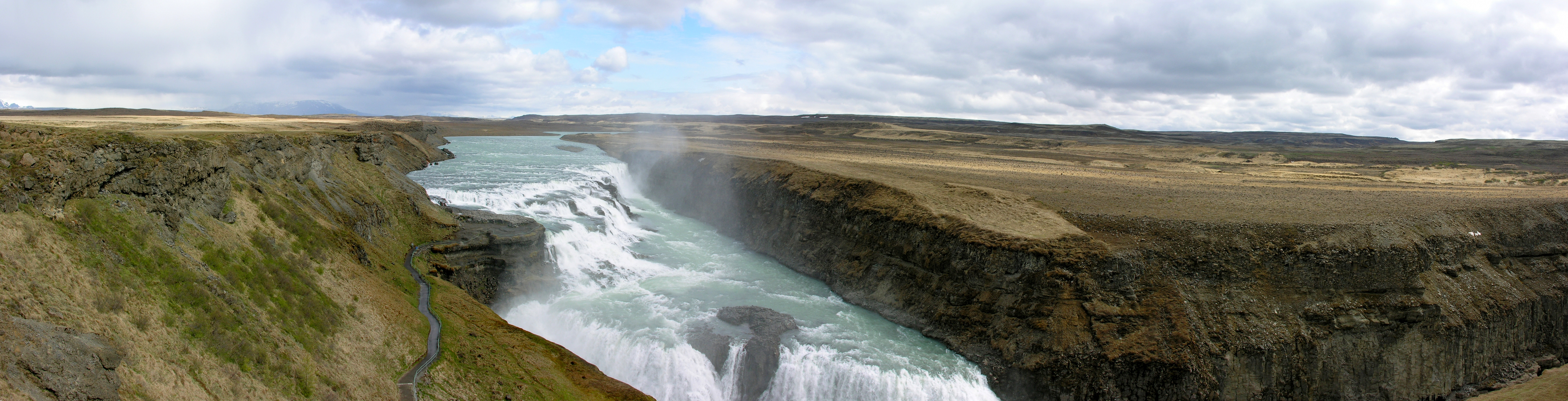
Cascada de Gullfoss